# Moras-en-Valloire
Moras-en-Valloire är en kommun i departementet Drôme i regionen Auvergne-Rhône-Alpes i sydöstra Frankrike. Kommunen ligger i kantonen Le Grand-Serre som tillhör arrondissementet Valence. År 2022 hade Moras-en-Valloire 685 invånare.

## Befolkningsutveckling
Antalet invånare i kommunen Moras-en-Valloire
Referens:INSEE